# أوليفر باتيستا
أوليفر باتيستا ماير (مواليد 16 فبراير 2001)، لاعب كرة قدم ألماني–برازيلي، يلعب في مركز الجناح مع نادي نادي غراسهوبر زيوريخ  في الدوري السويسري الممتاز. يمثل باتيستا ماير، المولود في ألمانيا، البرازيل دوليًا.

## وصلات خارجية
لا توجد روابط لمواقع التواصل الاجتماعي.

- أوليفر باتيستا على موقع الاتحاد الأوربي (الإنجليزية)
- أوليفر باتيستا على موقع قاعدة بيانات كرة القدم.إي يو (الإنجليزية)
- أوليفر باتيستا على موقع Soccerway.com (الإنجليزية)
- أوليفر باتيستا على موقع عالم كرة القدم.نت (الإنجليزية)

خيارات العرض الأولية
يُمكن استخدام وسيط |وضع= لضبط خيارات عرض القالب الأوليّة:
- |وضع=collapsed: {{أوليفر باتيستا|وضع=collapsed}} لإظهار القالب مطويًّا، بمعنى إخفاء محتوياته ما عدا الشريط الخاص بالعنوان.
- |وضع=expanded: {{أوليفر باتيستا|وضع=expanded}} لإظهار القالب ممتدًّا، بمعنى إظهاره كاملًا.
- |وضع=autocollapse: {{أوليفر باتيستا|وضع=autocollapse}}
  - لإظهار القالب مطويًّا إلى شريط العنوان إذا وُجِد قالب {{وصلات قالب}}، أو قالب {{شريط جانبي}} أو أي جدول يستخدم متغيّر مطوي في الصفحة.
  - لإظهار القالب في وضع الممتد إذا لم يكن هنالك أي عنصر مطوي في الصفحة.

إذا كان وسيط |وضع= غير مضبوطٍ؛ فإن العرض الأولي للقالب يأخذ الوضع من وسيط |افتراضي= في القالب. وضع هذا القالب الحالي مضبوط على autocollapse.
- أدوات مساعدة: تفقد استخدام الوصلات للقالب